# Tephrosia uniflora
Tephrosia uniflora là một loài thực vật có hoa trong họ Đậu. Loài này được Pers. miêu tả khoa học đầu tiên.